# Acrida oxycephala
Acrida oxycephala är en insektsart som först beskrevs av Peter Simon Pallas 1771.  Acrida oxycephala ingår i släktet Acrida och familjen gräshoppor. Inga underarter finns listade i Catalogue of Life.